# NGC 2526
NGC 2526 ist eine Spiralgalaxie vom Hubble-Typ Sab im Sternbild Krebs auf der Ekliptik. Sie ist schätzungsweise 200 Millionen Lichtjahre von der Milchstraße entfernt.
Das Objekt wurde am 25. März 1865 vom deutschen Astronomen Albert Marth entdeckt.
Am 17. Dezember 2000 wurde in NGC 2526 die Supernova SN 2000fn entdeckt.